# 蒂多內河
45°04′44″N 9°31′52″E / 45.0789°N 9.5312°E

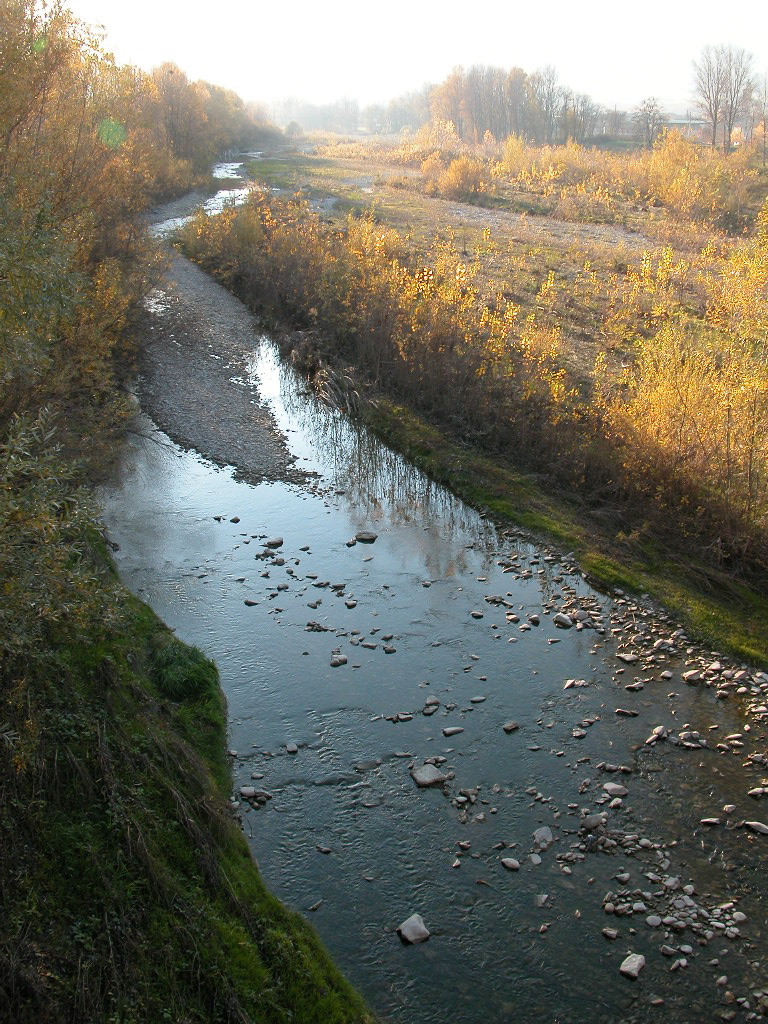

蒂多內河是意大利的河流，位於該國北部，流經艾米利亞-羅馬涅大區，屬於波河的右支流，河道全長47公里，河口處在薩爾馬托和羅托夫雷諾附近。